# The Gates of Oblivion
The Gates of Oblivion to trzeci album studyjny hiszpańskiego zespołu Dark Moor wykonującego power metal. Został wydany 11 marca 2002 roku przez wytwórnię Arise Records.

## Lista utworów
1. „In the Heart of Stone” – 4:36
2. „A New World” – 5:52
3. „The Gates of Oblivion” – 1:38
4. „Nevermore” – 4:43
5. „Starsmaker (Elbereth)” – 5:42
6. „Mist in the Twilight” – 0:50
7. „By the Strange Path of Destiny” – 5:46
8. „The Night of the Age” – 4:33
9. „Your Symphony” – 4:27
10. „The Citadel of the Light” – 1:10
11. „A Truth for Me” – 5:03
12. „Dies Irae (Amadeus)” – 11:09
13. „The Shadow of the Nile” – 5:58 (utwór dodatkowy)

## Twórcy
| Dark Moor w składzie - Elisa C. Martín – śpiew - Enrik García – gitara - Albert Maroto – gitara - Anan Kaddouri – gitara basowa - Jorge Sáez – perkusja - Roberto Peña de Camús – instrumenty klawiszowe | Gościnnie - Mat Stancioiu – perkusja - Valcavasia – chór Personel - Luigi Stefanini – produkcja, inżynieria dźwięku, miksowanie - Mika Jussila – mastering - Andreas Marschall – projekt okładki |